# A London Bridge a walesi herceg és hercegnő esküvőjének éjszakáján
A London Bridge a walesi herceg és hercegnő esküvőjének éjszakáján (London Bridge on the Night of the Marriage of the Prince and Princess of Wales) William Holman Hunt angol preraffaelita festő műve, amely az oxfordi Ashmolean Museum gyűjteményének része.
A festmény a London Bridge-en 1863. március 10-én, a walesi herceg, a leendő VII. Eduárd brit király és Alexandra dán hercegnő esküvőjének éjszakáján összegyűlt tömeget ábrázolja. A kép festője maga is részt vett az ünneplésben. Több vázlatot készített az eseményről, de a képet csak 1864. május 16-án fejezte be. Két évvel később igazított alkotásán.
Huntot elbűvölte a természetes és a mesterséges fény közötti különbség, és a tömeg hogarth-i humora. A festményen több barátja és ismerőse is látható, köztük Thomas Combe kiadó, művészpatrónus cilinderben, kart karba öltve magával a festővel. Megörökítette még Combe feleségét, John Everett Millais apját és fivérét, valamint Robert Braithwaite Martineau angol festőművészt. A kép Martha Combe hagyatékából jutott az oxfordi múzeum tulajdonába.